# Stactolaema whytii
Stactolaema whytii és una espècie d'ocell de la família dels líbids (Lybiidae) que rep en diverses llengües el nom de "barbut de Whyte" (Anglès: Whyte's Barbet. Francès: Barbican de Whyte).
Habita sabana i bosc miombo al sud i sud-oest de Tanzània, est i oest de Malawi, extrem sud-est de la República Democràtica del Congo, nord i est de Zàmbia, est de Zimbàbue i extrem oest de Moçambic.